# Európai Régészek Szövetsége
Az Európai Régészek Szövetsége (EAA) európai és Európán kívüli régészek és más kapcsolódó vagy érdeklődő személyek, illetve szervezetek számára létrehozott, tagságon alapuló, nonprofit szervezet. 1994-ben Ljubljanában (Szlovénia) tartotta alakuló ülését, ahol formálisan elfogadta alapszabályát, melyet az Európa Tanács 1999-ben ismert el. Az EAA adatbázisában már több mint 11 000 tagot tart nyilván, akik több mint 60 ország őskori, klasszikus, középkori és kora újkori régészettel foglalkozó kutatóit és érdeklődőit képviselik. Az EAA minden évben nagyszabású konferenciát szervez, és kiadja az európai régészet vezető lapjaként számon tartott European Journal of Archaeology folyóiratot. Az EAA saját hírlevele a The European Archaeologist (TEA). A Szövetség székhelye Prágában, a Cseh Köztársaságban található.

## Küldetés
Az EAA a régészeti munkák szakmai és etikai normáit olyan dokumentumokban fekteti le, mint az Alapszabály, ’Irányelvek’, ’A megelőző feltárások vezetésének irányelvei’, valamint a ’Szakmai irányelvek terepmunka képzéshez’. Az EAA Közösségei az éves konferenciák alkalmával, a tagokkal folyamatos egyeztetést és megbeszélést folytatnak, ennek révén jelentős segítséget nyújtanak a régészeti munka fontos szempontjainak meghatározásában. 1999-ben az Európa Tanács tanácsadói státuszt biztosított az EAA számára, ami 2003-ban résztvevői státuszra emelkedett.
Az EAA céljai a következők:
- a régészeti kutatás fejlődésének elősegítése és régészeti információ áramlásának támogatása;
- az európai régészeti örökség kezelésének és értelmezésének elősegítése;
- a régészeti munkák megfelelő etikai és tudományos protokolljainak, szakmai irányelveinek kialakításának elősegítése;
- a régész szakma érdekeinek előmozdítása Európán belül;
- együttműködések előmozdítása más hasonló célokkal bíró szervezetekkel.[4]

## Vezetőség
Az EAA-t a Szövetség teljes jogú tagjaiból megválasztott Végrehajtó Bizottság irányítja. A Bizottság három vagy négy tisztségviselőből (elnök, elnök-helyettes, pénztáros és titkár) és hat rendes tagból áll. Az EAA jelenlegi elnöke Felipe Criado-Boado.

## Díjak

### Európai Régészeti Örökség díj
Az EAA 1999-ben alapította az Európai Régészeti Örökség díjat. Minden évben független bizottság ítéli oda a díjat egy olyan egyén, intézmény, (helyi vagy regionális) kormányzat, illetve (európai vagy nemzetközi) tisztviselő vagy szervezet számára, aki az európai régészeti örökség védelméhez és bemutatásához jelentősen hozzájárult.
- 2016: Unité d'Archéologie de la Ville de Saint-Denis és Caroline Sturdy Colls
- 2015: María Ángeles Querol Fernández és Martin Oswald Hugh Carver
- 2014: Marie Louise Stig Sørensen és Erzsébet Jerem
- 2013: M. Daniel Thérond, Európa Tanács és Vincent Gaffney
- 2012: Willem J.H. Willems, University of Leiden, Netherlands
- 2011: Girolamo Ferdinando, UK és Avvocato Francesco Pinto, Olaszország
- 2010: David John Breeze, Skócia
- 2009: Ulrich Ruoff, Svájc
- 2008: Jean-Paul Demoule, Franciaország
- 2007: Siegmar von Schnurbein, Németország
- 2006: John Coles, UK
- 2005: Kristian Kristiansen, Svédország
- 2004: Illicit Antiquities Research Centre, McDonald Institute for Archaeological Research, Cambridge-i Egyetem
- 2003: Viktor Trifonov, szentpétervári orosz tudományos akadémia
- 2002: Henry Cleere, ICOMOS Párizs
- 2001: Otto Braasch, Aerial Archaeological Group (AARG), Németország
- 2000: Margareta Biörnstad, Svédország
- 1999: M. M. Carrilho, portugál kulturális miniszter

### Diák díj
A Diák díjat (Student Award) 2002-ben alapították, és évente ítélik oda az EAA éves konferenciáján legjobb előadást tartó diáknak vagy PhD-disszertációján dolgozó régésznek.
- 2016 - Sian Mui és Shumon Hussain
- 2015 - Patrycja Kupiec; külön dicséret Christine Cave és Alex Davies
- 2014 - Can Aksoy és Ziyacan Bayar
- 2013 - Oliver Dietrich
- 2012 - Maria Leena Lahtinen
- 2011 - Heide Wrobel Norgaard
- 2010 - Camilla Norman
- 2009 - Pamela Cross
- 2008 - Nem osztottak
- 2007 - Goce Naumov
- 2006 - Nem osztottak
- 2005 - Marta Caroscio
- 2004 - Jonathan D. Le Huray
- 2003 - Anita Synnestvedt
- 2002 - Laura M. Popova

## Éves konferencia-helyszínek
Az EAA alakuló ülésére 1994 szeptemberében a szlovéniai Ljubljanában került sor. A hivatalos első éves ülést 1995 szeptemberében Santiago de Compostelában, Spanyolországban tartották, és az óta minden évben megrendezik a szervezet éves konferenciáját. Az alábbi táblázat 2010-től mutatja a találkozók helyszíneit és dátumait.
| *24. | Barcelona, Spanyolország | 2018                                |
| *23. | Maastricht, Hollandia    | 2017. augusztus 30. – szeptember 3. |
| 22.  | Vilnius, Litvánia        | 2016. augusztus 31. – szeptember 4. |
| 21.  | Glasgow, Skócia          | 2015. szeptember 2–5.               |
| 20.  | Isztambul, Törökország   | 2014. szeptember 10–14.             |
| 19.  | Pilsen, Csehország       | 2013. szeptember 4–8.               |
| 18.  | Helsinki, Finnország     | 2012. augusztus 30. – szeptember 1. |
| 17.  | Oslo, Norvégia           | 2011. szeptember 14–18.             |
| 16.  | Hága, Hollandia          | 2010. szeptember 1–5.               |

- A csillaggal jelöltek az elkövetkező konferenciák

## Kiadványok
Az EAA adja ki a negyedévente megjelenő European Journal of Archaeology (EJA) folyóiratot, amely eredetileg Journal of European Archaeology (1993–1997) címmel jelent meg; a monográfiasorozatot THEMES in Contemporary Archaeology és a szervezet elektronikus hírlevelét The European Archaeologist (TEA) címmel.